# Hatebreeder
Albums de Children of Bodom
Something Wild
(1997) Tokyo Warhearts
(1999)
Hatebreeder est le deuxième album du groupe de metal Children of Bodom. Il est sorti le 26 avril 1999.
Il est considéré par beaucoup de fans et de critiques comme le meilleur album du groupe. Il explore un son plus influencé par la musique classique et le power metal, notamment par les riffs flamboyants et des notes aigües. Le clavier y est également beaucoup présent avec de longs solos élaborés, souvent harmonisés avec les solos de guitare.
Les titres Silent Night, Bodom Night et Downfall sont devenus des incontournables du groupe et sont joués presque systématiquement pendant les concerts du groupe.
Une édition « deluxe » incluant un titre supplémentaire est sortie en 2005.

## Liste des titres
1. Warheart – 4 min 08 s
2. Silent Night, Bodom Night – 3 min 12 s
3. Hatebreeder – 4 min 19 s
4. Bed of Razors – 3 min 57 s
5. Towards Dead End – 4 min 54 s
6. Black Widow – 3 min 58 s
7. Wrath within – 3 min 52 s
8. Children of Bodom – 5 min 13 s
9. Downfall – 4 min 33 s
10. No Commands (reprise du groupe Stone, sur l'édition « deluxe ») – 4 min 44 s
11. Aces High - 4 min 29 s (Reloaded edition)

Enhanced Video: Downfall (Reloaded edition)

## Crédits
- Alexi Laiho - Chant et guitare
- Alexander Kuoppala - Guitare
- Janne Wirman - Clavier
- Henkka T. Blacksmith - Basse
- Jaska Raatikainen - Percussion

## Informations sur l'album
- Les chansons ont été écrites par A. Laiho excepté Bed of Razors par A. Laiho et A. Kuoppala.
- Les paroles ont été écrites par A. Laiho excepté Silent Night, Bodom Night par Kimberly Goss.
- Les arrangements ont été faits par A. Laiho et Children of Bodom.
- L'album a été enregistré à Astia Studios de décembre 1998 à janvier 1999 par Anssi Kippo.
- L'album a été produit par Anssi Kippo.
- L'album a été mixé aux studios Finnvox par Mikko Karmila.
- L'album a été masterisé aux studios Finnvox par Mika Jussila.
- Le dessin de la pochette a été réalisé par Graham French et Apurator.
- Le sample du début de Warheart vient du film Amadeus (1984).
- L'intro de synthé de Wrath Within (la seule chanson de l'album à n'avoir jamais été jouée en concert) est une reprise d'un thème apparaissant dans les épisodes du début de la deuxième saison de Miami Vice.